# Pyrit
Pyrit (Pyrite) hay pyrit sắt (iron pyrite), là khoáng vật disulfide sắt với công thức hóa học FeS2. Ánh kim và sắc vàng đồng từ nhạt tới thông thường của khoáng vật này đã tạo nên tên hiệu riêng của nó là vàng của kẻ ngốc (fool's gold) do nó trông tương tự như vàng. Pyrit là phổ biến nhất trong các khoáng vật sulfide. Tên gọi pyrit bắt nguồn từ tiếng Hy Lạp πυρίτης (puritēs) nghĩa là "của lửa" hay "trong lửa", từ πύρ (pur) nghĩa là "lửa". Tên gọi này có lẽ là do các tia lửa được tạo ra khi pyrit va đập vào thép hay đá lửa. Tính chất này làm cho pyrit trở thành phổ biến trong sử dụng để làm cơ chế đánh lửa bằng bánh xe trong các dạng súng cổ.

## Khoáng vật học

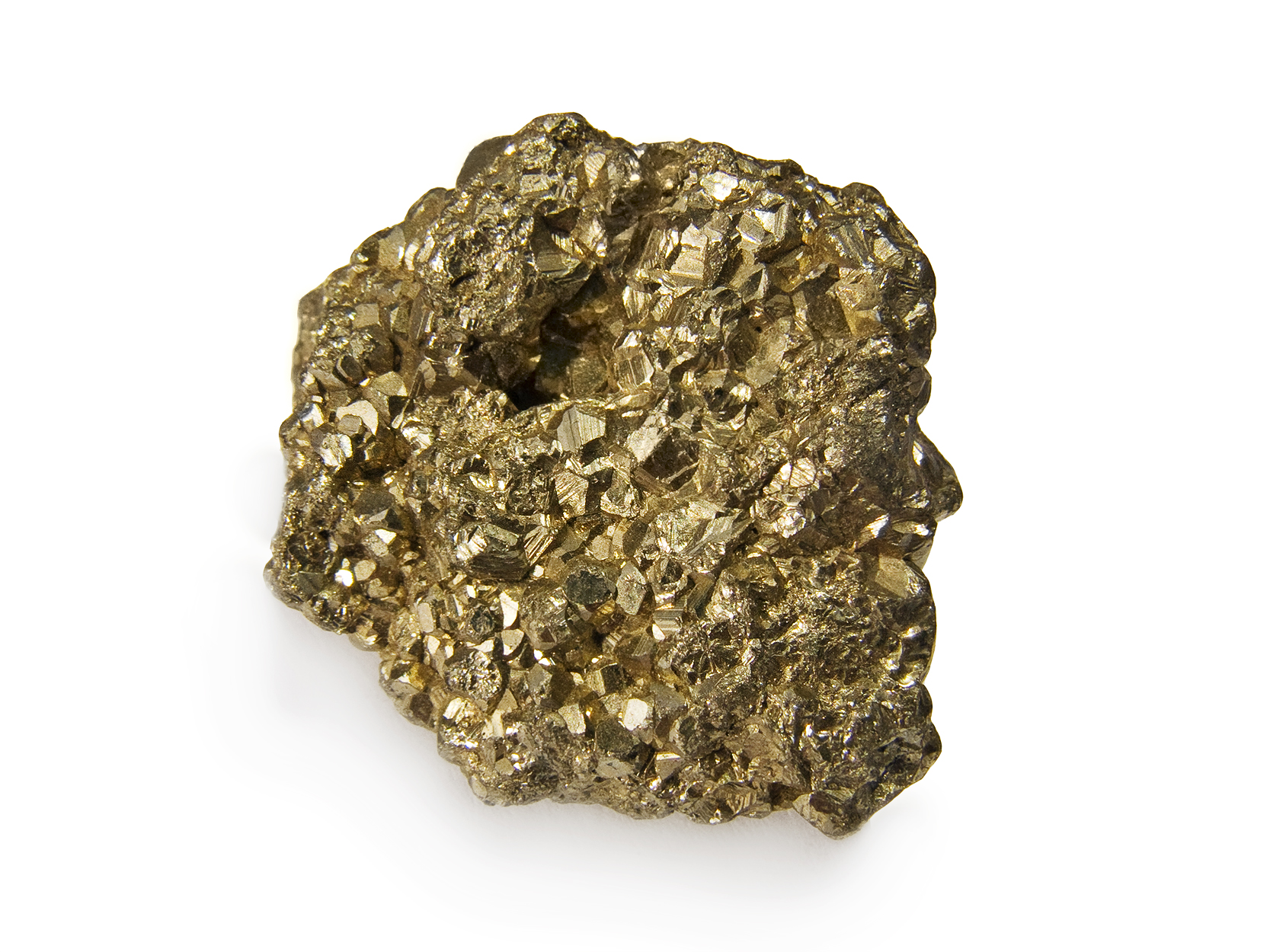
Một cục khoáng vật pyrit

Khoáng vật này có mặt như là các tinh thể đẳng cực thường xuất hiện dưới dạng các khối lập phương. Các mặt của lập phương có thể có sọc (các đường song song trên mặt tinh thể hay mặt cát khai) do kết quả của sự xen kẽ các khối lập phương với các mặt diện pyrit. Pyrit cũng hay xuất hiện dưới dạng các tinh thể bát diện và dạng diện pyrit (hình thập nhị diện với các mặt ngũ giác). Nó có mặt gãy hơi không đều và concoit, độ cứng Mohs khoảng 6–6,5, tỷ trọng riêng khoảng 4,95–5,10. Nó giòn và có thể nhận dạng trên thực địa do có mùi đặc trưng để phân biệt, được giải phóng ra khi mẫu vật bị tán nhỏ.
Pyrit thông thường được tìm thấy ở dạng gắn liền với các sulfide hay oxide khác trong các mạch thạch anh, đá trầm tích, đá biến chất cũng như trong các tầng than, và trong vai trò của khoáng vật thay thế trong các hóa thạch. Mặc dù có tên hiệu là vàng của kẻ ngốc, nhưng một lượng nhỏ vàng đôi khi cũng được tìm thấy trong quặng chứa khoáng vật này. Vàng và asen xuất hiện như là sự thay thế đi kèm nhau trong cấu trúc pyrit. Tại khu trầm tích vàng ở Carlin, Nevada, pyrit asen chứa tới 0,37% theo trọng lượng là vàng. Pyrit chứa vàng là loại quặng vàng có giá trị.

## Phong hóa và giải phóng sulfat
Pyrit bị lộ thiên ra ngoài không khí trong quá trình khai thác mỏ và khai quật sẽ phản ứng với oxy và nước để tạo thành sulfat, gây ra sự thoát nước mỏ acid. Quá trình acid hóa này tạo ra từ phản ứng của vi khuẩn chi Acidithiobacillus, các dạng vi khuẩn tìm kiếm nguồn năng lượng của chúng bằng cách oxy hóa các ion sắt II (Fe2+) thành các ion sắt III (Fe3+) với việc sử dụng oxy như là tác nhân oxy hóa. Các ion sắt III đến lượt mình lại tấn công pyrit để sinh ra ion sắt II và sulfat. Sắt hóa trị 2 lại được vi khuẩn sử dụng để tạo ra sắt hóa trị 3 và chu trình này tiếp diễn cho đến khi pyrit cạn kiệt.

## Sử dụng
Pyrit được sử dụng ở quy mô thương mại trong sản xuất lưu huỳnh dioxide, có ứng dụng trong các ngành công nghiệp như sản xuất giấy, acid sulfuric, mặc dù vai trò của các ứng dụng này đang bị suy giảm.

## Pyrit và marcasit

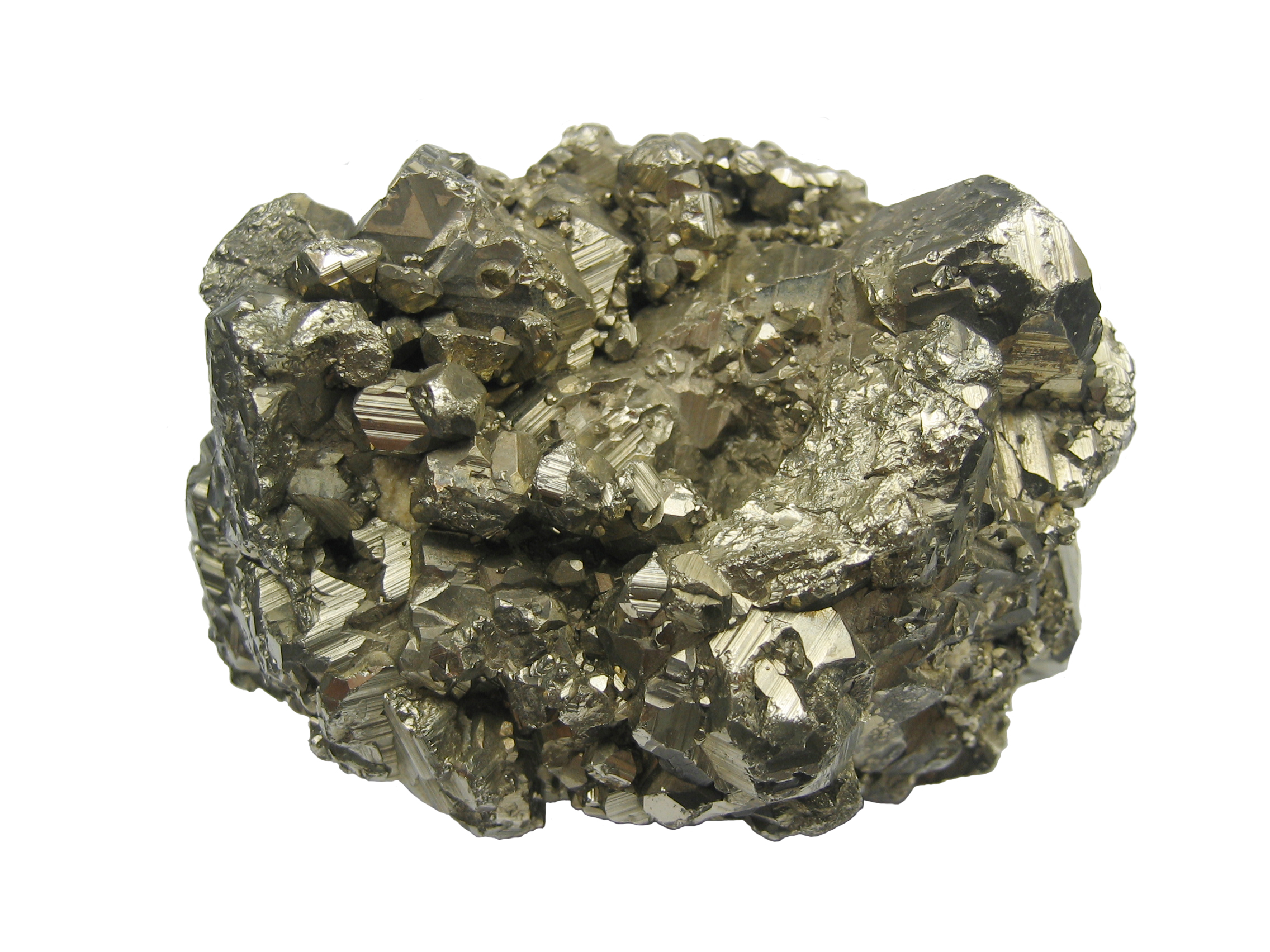
Pyrit, bề rộng khoảng 100 mm (4 inch)

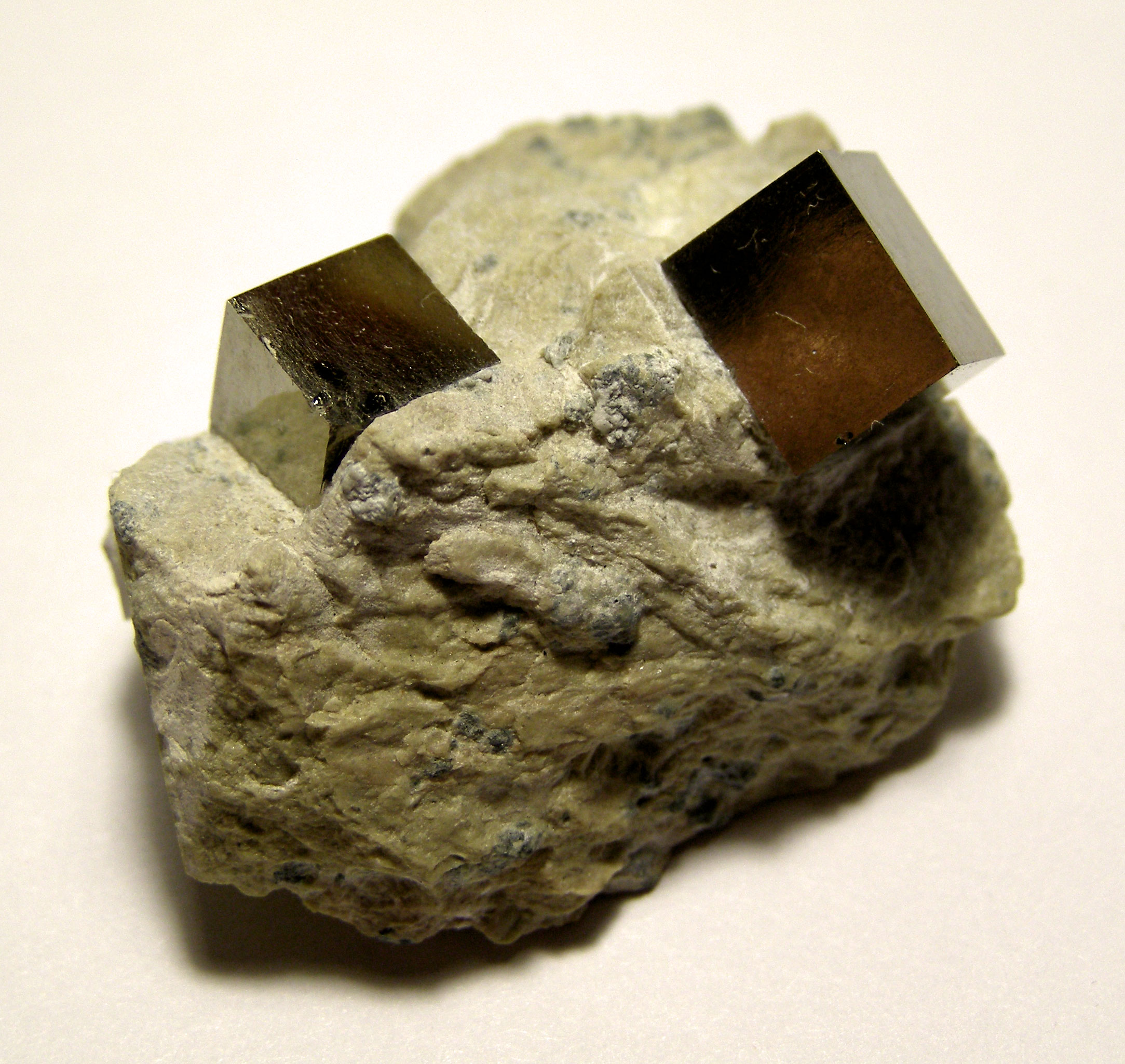
Các tinh thể pyrit với các mặt sắc nét

Pyrit thông thường hay bị nhầm lẫn với khoáng vật marcasit, mà tên gọi của nó có nguồn gốc từ tiếng Ả Rập để chỉ pyrit, do các đặc trưng tương tự của chúng. Marcasit là dạng đa hình của pyrit, nghĩa là nó có cùng một công thức như pyrit nhưng khác về cấu trúc và vì thế khác biệt về hình dáng tinh thể và tính đối xứng. Tuy nhiên, trạng thái oxy hóa hình thức là giống như trong pyrit do các nguyên tử lưu huỳnh xuất hiện trong các cặp tương tự như persulfide. Marcasit/pyrit có lẽ là cặp đa hình phổ biến bậc nhất chỉ sau cặp kim cương/graphit (than chì). Bề ngoài của marcasit có ánh bạc nhiều hơn một chút.
Marcasit là họ hàng ở trạng thái ổn định giả (giả bền) của pyrit và nó sẽ dần dần chuyển sang dạng pyrit nếu bị đốt nóng hay thời gian đủ dài. Marcasit là tương đối hiếm, nhưng có thể là phổ biến cục bộ trong một vài kiểu quặng trầm tích, chẳng hạn như có trong quặng Pb-Zn kiểu thung lũng Mississippi. Marcasit dường như chỉ hình thành từ dạng dung dịch lỏng.
Pyrit thông thường cũng được dùng trong nghề kim hoàn mỹ nghệ để làm các chuỗi hạt hay vòng đeo tay. Mặc dù là tương tự về thành phần, nhưng marcasit lại không thể sử dụng trong lĩnh vực này do nó có xu hướng bị vỡ vụn ra thành dạng bột. Bổ sung cho sự lộn xộn và nhầm lẫn giữa marcasit và pyrit là việc sử dụng từ Marcasit như là tên gọi thương phẩm cho đồ kim hoàn mỹ nghệ từ pyrit. Thuật ngữ này được áp dụng cho các viên đá nhỏ được đánh bóng và tạo mặt, được dát vào bạc thật (hay bạc sterling, chứa 92,5% bạc và 7,5% kim loại khác). Tuy các viên đá này được gọi là marcasit, nhưng trên thực tế chúng chính là pyrit.

## Các trạng thái oxy hóa hình thức
Từ khía cạnh của hóa vô cơ kinh điển, trong đó người ta gán các trạng thái oxy hóa hình thức cho mỗi nguyên tử (hóa trị), thì pyrit có lẽ được miêu tả tốt nhất như là Fe2+S22-. Tính chất hình thức này công nhận rằng các nguyên tử lưu huỳnh trong pyrit xuất hiện thành cặp với các liên kết S-S rõ ràng. Các đơn vị persulfide này có thể được nhìn nhận như là có nguồn gốc từ persulfide hiđrô (H2S2). Vì thế pyrit có lẽ nên gọi mang tính miêu tả nhiều hơn là persulfide sắt chứ không phải disulfide sắt. Ngược lại, molypdenit (MoS2) có đặc trưng là các trung tâm sulfide (S2-) cô lập. Kết quả là, trạng thái oxy hóa của molypden là Mo4+. Khoáng vật asenopyrit có công thức FeAsS. Trong khi pyrit có các tiểu đơn vị S-S thì asenopyrit có các tiểu đơn vị As-S, về mặt hình thức là có nguồn gốc từ sự khử proton của H2AsSH. Phân tích các trạng thái oxy hóa kinh điển có thể khuyến cáo nên miêu tả asenopyrit như là Fe3+AsS3-.

## Các biến thể
Bravoit là một biến thể của pyrit chứa niken-coban, với trên 50% là sự thay thế bằng Ni2+ cho Fe2+ trong pyrit. Bravoit không được công nhận một cách chính thức như là khoáng vật và nó được đặt tên theo tên nhà khoa học Peru là Jose J. Bravo (1874-1928).

## Âm nhạc
- Bài hát Fool's gold nằm trong album Four (2014) của One Direction (1D) với ý nghĩa là "thứ em nghĩ sẽ rất dễ chịu và thành công nhưng không phải vậy"